# Lista över arbetslivsmuseer i Hallands län
Här följer en förteckning över arbetslivsmuseer i Hallands län.

## Hallands län
| Namn                                          | Typ av museum | Kommun, ort             | Adress Koordinat | ID-nr | Bild                                                                                        |
| --------------------------------------------- | ------------- | ----------------------- | --- | ----- | ------------------------------------------------------------------------------------------- |
| Garnisons- och Luftvärnsmuseet                |               | Halmstad, Halmstad      | Noréensvägen på Galgberget i Halmstad, i nära anslutning till Luftvärnsregementet på Göteborgsvägen.9 56.69041, 12.82789 | 4604  | Ladda upp en bild av detta arbetslivsmuseum                                                 |
| Ästads folkskola                              |               | Varberg, Ästad          | Ästad 57.07023, 12.558                                                                                                   | 1572  | Ladda upp en bild av detta arbetslivsmuseum                                                 |
| Äskhults by                                   |               | Kungsbacka, Äskhult     | Äskhult 57.4267, 12.28327                                                                                                | 1571  | Se fler bilder av detta arbetslivsmuseum · Ladda upp en till bild av detta arbetslivsmuseum |
| Yttra Berg                                    |               | Falkenberg, Yttra Berg  | Yttra Berg 57.08548, 12.80397                                                                                            | 1570  | Ladda upp en bild av detta arbetslivsmuseum                                                 |
| Mårtagården                                   |               | Kungsbacka, Onsala      | Mårtagårdsvägen 57.39443, 11.99475                                                                                       | 1546  | Se fler bilder av detta arbetslivsmuseum · Ladda upp en till bild av detta arbetslivsmuseum |
| Nidingens fyrplats                            |               | Kungsbacka, Onsala      | 57.3027, 11.90093 | 1547  | Se fler bilder av detta arbetslivsmuseum · Ladda upp en till bild av detta arbetslivsmuseum |
| Lyngåkra linbastu och malthus                 |               | Halmstad, Harplinge     | Lyngåkra 56.75735, 12.75777                                                                                              | 1544  | Ladda upp en bild av detta arbetslivsmuseum                                                 |
| Marinstugan - Flottans män                    |               | Halmstad, Halmstad      | Dragvägen 56.66532, 12.85695                                                                                             | 1545  | Ladda upp en till bild av detta arbetslivsmuseum                                            |
| Nordhallands hembygdsförenings hembygdsmuseum |               | Kungsbacka, Kungsbacka  | Kungsbackaskogen 57.48872, 12.07403                                                                                      | 1542  | Ladda upp en bild av detta arbetslivsmuseum                                                 |
| Lugnet                                        |               | Hylte, Drängsered       | Drängsered 57.07622, 13.2597                                                                                             | 1543  | Ladda upp en bild av detta arbetslivsmuseum                                                 |
| S/S Lagaholm                                  |               | Laholm, Laholm          | Gröningen, småbåtsplats vid Lagan 56.51133, 13.03775                                                                     | 1540  | Se fler bilder av detta arbetslivsmuseum · Ladda upp en till bild av detta arbetslivsmuseum |
| Limagårdenmuseet                              |               | Varberg, Väröbacka      | Limagården 57.24125, 12.1876                                                                                             | 1541  | Ladda upp en bild av detta arbetslivsmuseum                                                 |
| Nydala kvarn                                  |               | Falkenberg, Ullared     | Ullared 57.06795, 12.65567                                                                                               | 1548  | Ladda upp en bild av detta arbetslivsmuseum                                                 |
| Världsarvet Grimeton                          |               | Varberg, Grimeton       | Grimeton 57.11398, 12.40442                                                                                              | 1549  | Se fler bilder av detta arbetslivsmuseum · Ladda upp en till bild av detta arbetslivsmuseum |
| Varbergs fästning                             |               | Varberg, Varberg        | Länsmuseet i Varberg 57.1043, 12.24157                                                                                   | 2738  | Se fler bilder av detta arbetslivsmuseum · Ladda upp en till bild av detta arbetslivsmuseum |
| Riksdagsmannagården                           |               | Kungsbacka, Fjärås      | Förlandavägen 478 57.41968, 12.29752                                                                                     | 1551  | Se fler bilder av detta arbetslivsmuseum · Ladda upp en till bild av detta arbetslivsmuseum |
| Severin Nilsons ateljéstuga                   |               | Falkenberg, Slöinge     | Björsgård, Asige 56.88767, 12.77253                                                                                      | 1553  | Ladda upp en till bild av detta arbetslivsmuseum                                            |
| Rydö bruksmuseum                              |               | Hylte, Rydöbruk         | Nissadalsvägen 56.96072, 13.13987                                                                                        | 1552  | Ladda upp en bild av detta arbetslivsmuseum                                                 |
| Skol- och hembygdsmuseet                      |               | Hylte, Drängsered       | Drängsered 57.01992, 12.96828                                                                                            | 1555  | Ladda upp en bild av detta arbetslivsmuseum                                                 |
| Simlångsdalens gamla skola                    |               | Halmstad, Simlångsdalen | Simlångsdalen 56.7212, 13.13295                                                                                          | 1554  | Ladda upp en till bild av detta arbetslivsmuseum                                            |
| Skolmuseum                                    |               | Hylte, Unnaryd          | Slätteryd 56.97107, 13.62583                                                                                             | 1556  | Ladda upp en bild av detta arbetslivsmuseum                                                 |
| Stigs MC- och motormuseum                     |               | Varberg, Rolfstorp      | Rolfstorp 57.12677, 12.53177                                                                                             | 1559  | Ladda upp en bild av detta arbetslivsmuseum                                                 |
| Spånghultet                                   |               | Hylte, Unnaryd          | Jälluntofta 57.05773, 13.56298                                                                                           | 4178  | Ladda upp en bild av detta arbetslivsmuseum                                                 |
| Halmstads varvs slipsällskap                  |               | Halmstad, Halmstad      | 56.6605, 12.85292 | 4347  | Ladda upp en till bild av detta arbetslivsmuseum                                            |
| Unnaryds hembygdspark                         |               | Hylte, Unnaryd          | Unnar 56.95813, 13.52743                                                                                                 | 1565  | Ladda upp en bild av detta arbetslivsmuseum                                                 |
| Unnaryds Bonadsmuseum                         |               | Hylte, Unnaryd          | Bygatan 1 56.9584, 13.52783                                                                                              | 4663  | Ladda upp en bild av detta arbetslivsmuseum                                                 |
| Marinmuseet                                   |               | Varberg, Varberg        | Uddarnas väg 19, Trönningenäs 57.1496, 12.22077                                                                          | 4135  | Ladda upp en bild av detta arbetslivsmuseum                                                 |
| Chalanderska Möbelmuseet                      |               | Hylte, Unnaryd          | Jälluntofta 57.06135, 13.5363                                                                                            | 1524  | Ladda upp en till bild av detta arbetslivsmuseum                                            |
| Dalslyckestugan                               |               | Kungsbacka, Kullavik    | bakom Guntoftavägen 122 57.50467, 11.9613                                                                                | 1525  | Ladda upp en bild av detta arbetslivsmuseum                                                 |
| Derome Trä & Nostalgimuseum                   |               | Varberg, Veddige        | Ås Prästgård 57.23248, 12.31042                                                                                          | 1526  | Ladda upp en till bild av detta arbetslivsmuseum                                            |
| F 14 flygmuseum                               |               | Halmstad, Halmstad      | Försvarsmaktens Halmstadsskolor 56.68763, 12.84042                                                                       | 1527  | Ladda upp en bild av detta arbetslivsmuseum                                                 |
| Brunnsbacka sågkvarn                          |               | Hylte, Unnaryd          | Brunnsbacka 56.9821, 13.53883                                                                                            | 1520  | Se fler bilder av detta arbetslivsmuseum · Ladda upp en till bild av detta arbetslivsmuseum |
| Bröderna Perssons lanthandel                  |               | Halmstad, Simlångsdalen | Lyckebo, Simlångsdalen 56.72088, 13.13363                                                                                | 1521  | Ladda upp en bild av detta arbetslivsmuseum                                                 |
| Båt och sjöfartsmuseet i Onsala               |               | Kungsbacka, Onsala      | Hagards väg 1 57.41242, 12.0207                                                                                          | 1522  | Ladda upp en bild av detta arbetslivsmuseum                                                 |
| Båtmuseet i Galtabäck                         |               | Varberg, Galtabäck      | Galtabäcks hamn, ca 1 mil söder om Varberg 57.02802, 12.31203                                                            | 1523  | Ladda upp en bild av detta arbetslivsmuseum                                                 |
| Fiske- och sjöfartsmuseet i Bua               |               | Varberg, Bua            | Bua Hamn 57.24043, 12.1168                                                                                               | 1529  | Ladda upp en till bild av detta arbetslivsmuseum                                            |
| Landeryds Järnvägsmuseum                      |               | Hylte, Landeryd         | Landeryds lokstall 57.07592, 13.25983                                                                                    | 4328  | Ladda upp en till bild av detta arbetslivsmuseum                                            |
| Högenstugan                                   |               | Kungsbacka, Åsa         | Österbyn, Ölmevalla 57.3708, 12.10718                                                                                    | 1536  | Se fler bilder av detta arbetslivsmuseum · Ladda upp en till bild av detta arbetslivsmuseum |
| Hinnakullsstugan                              |               | Hylte, Torup            | Torup 56.96038, 13.0881                                                                                                  | 1535  | Ladda upp en bild av detta arbetslivsmuseum                                                 |
| Harplinge väderkvarn                          |               | Halmstad, Harplinge     | Kvarnliden 8, Harplinge 56.74422, 12.72722                                                                               | 1534  | Ladda upp en till bild av detta arbetslivsmuseum                                            |
| Harplinge hembygdsförening                    |               | Halmstad, Harplinge     | Vibäcksvägen 19 56.74867, 12.73127                                                                                       | 1533  | Ladda upp en bild av detta arbetslivsmuseum                                                 |
| Gamla Krukmakeriet                            |               | Laholm, Laholm          | Krukmakaregränd 2 56.51245, 13.0391                                                                                      | 1531  | Ladda upp en till bild av detta arbetslivsmuseum                                            |
| Fotomuseet Olympia                            |               | Falkenberg, Falkenberg  | Sandgatan 13 A 56.90357, 12.48897                                                                                        | 1530  | Ladda upp en till bild av detta arbetslivsmuseum                                            |
| Tunnbinderiet i Knobesholm                    |               | Falkenberg, Slöinge     | I Asige kör du mot Knobesholm. Efter 1,5 km tag av mot Knobesholm 2. Skylt Ekomuseum/Tunnbinderi. 56.88883, 12.7833      | 1539  | Se fler bilder av detta arbetslivsmuseum · Ladda upp en till bild av detta arbetslivsmuseum |
| Knaparydsstugan                               |               | Kungsbacka, Onsala      | Onsala 57.41252, 12.02095                                                                                                | 1538  | Ladda upp en bild av detta arbetslivsmuseum                                                 |
| Vardagsmuseet                                 |               | Laholm, Laholm          | Gårstaberg, Ålstorp 86 56.44443, 13.14888                                                                                | 4496  | Ladda upp en bild av detta arbetslivsmuseum                                                 |
| Berte museum - Livet på landet                |               | Falkenberg, Slöinge     | Slöinge 56.84937, 12.6769                                                                                                | 1519  | Ladda upp en till bild av detta arbetslivsmuseum                                            |
| Yttersjöholms sågkvarn                        |               | Hylte, Långaryd         | Yttersjöholm 57.08202, 13.46002                                                                                          | 1569  | Ladda upp en bild av detta arbetslivsmuseum                                                 |
| Sunvära kvarn                                 |               | Varberg, Väröbacka      | Sunvära 57.24637, 12.21235                                                                                               | 1560  | Ladda upp en bild av detta arbetslivsmuseum                                                 |
| Svedinos Bil- och Flygmuseum                  |               | Falkenberg, Ugglarp     | Ugglarp 56.80863, 12.62392                                                                                               | 1561  | Se fler bilder av detta arbetslivsmuseum · Ladda upp en till bild av detta arbetslivsmuseum |
| Särdals livräddningsstation                   |               | Halmstad, Harplinge     | 56.74228, 12.6274 | 1562  | Ladda upp en till bild av detta arbetslivsmuseum                                            |
| Tånga linbasta                                |               | Hylte, Jälluntofta      | Jälluntofta 57.04993, 13.54642                                                                                           | 1563  | Ladda upp en bild av detta arbetslivsmuseum                                                 |
| Törngrens krukmakeri                          |               | Falkenberg, Falkenberg  | Krukmakaregatan 4 56.90013, 12.49525                                                                                     | 1564  | Ladda upp en till bild av detta arbetslivsmuseum                                            |
| Våxtorps hembygdsstuga                        |               | Laholm, Våxtorp         | Kristianstadsvägen 56.41532, 13.11588                                                                                    | 1566  | Ladda upp en till bild av detta arbetslivsmuseum                                            |
| Västra skogs kvarn                            |               | Kungsbacka, Förlanda    | Förlanda 57.42228, 12.27027                                                                                              | 1567  | Se fler bilder av detta arbetslivsmuseum · Ladda upp en till bild av detta arbetslivsmuseum |

## Tidigare arbetslivsmuseer i Hallands län
- Id-nr 1557 - Skolskeppet Najaden, Halmstad.
- Id-nr 1568 - Ysby gamla lanthandel, Laholm.